# Kyriale

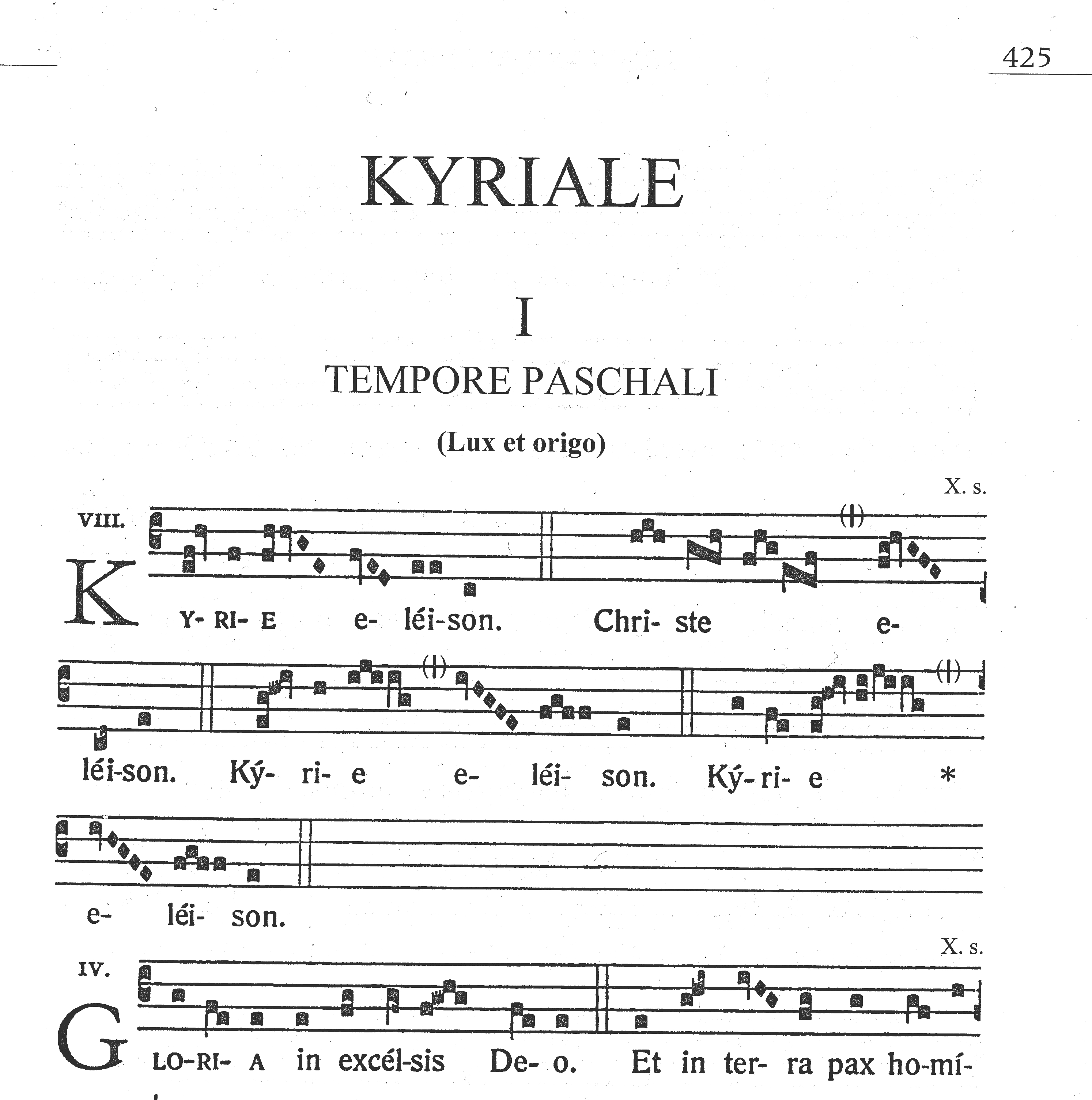
Kyriale du Graduale novum (2011), qui se commence avec le Kyrie I.

Le kyriale (prononcer Kyriále, sur quatre syllabes) est un livre contenant l'ensemble des pièces chantées (Kyrie, Gloria, Credo, Sanctus et Agnus Dei) qui constituent l'ordinaire de la messe, sur des mélodies nées jadis dans des tropes grégoriens. Numérotées de I à XVIII en 1905, elles ont été réunies dans les antiphonaires et dans les graduels, avant de l'être dans les différents missels ou « paroissiens ».

## Les cinq pièces chantées à la messe
Le Kyriale est l'ensemble de ces pièces qui sont chantées dans la messe :
- Kyrie
- Gloria
- Credo
- Sanctus
- Agnus Dei

Il s'agit des textes invariables, à savoir ordinaire de la messe, alors que le graduel, à la base de la psalmodie, est un livre de messe lequel se compose des chants selon les textes propres de jour. Toutefois, il existe une confusion entre les deux, car le graduel aussi contient de l'ordinaire de la messe.

## Terminologie
Le mot kyriale est un latin ecclésiastique. Cela est bien entendu issu de la première pièce de livre, Kyrie, mais plus précisément du mot grec κύριος, qui signifie Seigneur, avec le suffixe ale. Ce terme s'emploie toujours avec la lettre e.

## De différentes messes
À la suite de la réforme liturgique inaugurée par le pape saint Pie X, sa commission fit publier son premier livre de chant Kyriale en 1905, dans lequel était présenté un groupement de dix-huit messes grégoriennes (I - XVIII). Ce groupement a pour but de faciliter la pratique de ces chants grégoriens dans toute l'année, d'après la caractéristique musicale de chaque groupe.
- Messe I : Tempore Paschali (dit Lux et origo) au temps pascal[ev 2]
- Messe II : In Festis Solemnibus 1 (Kyrie fons bonitatis) en faveur des fêtes solennelles[ev 3]
- Messe III : In Festis Solemnibus 2 (Kyrie Deus sempiterne) en faveur des fêtes solennelles[ev 4]
- Messe IV : In Festis Duplicibus 1 (Cunctipotens Genitor Deus) aux fêtes en duplex (en rit double)[ev 5]
- Messe V : In Festis Duplicibus 2 (Kyrie magnæ Deus potentiæ)[ev 6]
- Messe VI : In Festis Duplicibus 3 (Kyrie Rex Genitor)[ev 7]
- Messe VII : In Festis Duplicibus 4 (Kyrie Rex splendens)[ev 8]
- Messe VIII : In Festis Duplicibus 5 (de Angelis)[ev 9]
- Messe IX : In Festis B. Mariæ Virginis 1 (Cum iubilo) aux fêtes de la Sainte Vierge[ev 10]
- Messe X : In Festis B. Mariæ Virginis 2 (Alme Pater)[ev 11]
- Messe XI : In Dominicis infra annum (Orbis factor) aux dimanches du temps ordinaire[ev 12]
- Messe XII : In Festis Semiduplicibus 1 (Pater cuncta) aux fêtes en semi-duplex (rit semi-double)[ev 13]
- Messe XIII : In Festis Semiduplicibus 2[ev 14] [Stelliferi conditor orbis]
- Messe XIV : Infra Octavas, quæ non sunt de B. Maria Virgine (Jesu Redemptor)[ev 15] durant l'octave hormis la fête mariale[ev 15]
- Messe XV : In Festis Simplicibus (Dominator Deus) aux fêtes en simplex (rit simple)[ev 16]
- Messe XVI : In Feriis per annum, aux jours de la semaine dans toute l'année[ev 17]
- Messe XVII : In Dominicis Adventus et Quadragesimæ, aux dimanches de l'Avent et du Carême[ev 18]
- Messe XVIII : In Feriis Adventus et Quadragesimæ, In Vigiliis, Feriis IV Temporum et in Missa Rogationum, en semaine de l'Avent et du Carême, aux vigiles, aux mercredis et à la messe des rogations[ev 19]

Ce Kyriale contenait aussi les Credo I - IV, dont les I et III restent de nos jours en usage.
Il est à noter que, dans toute l'histoire de l'Église catholique, ce Kyriale de 1905 était le premier pas qui ait effectué la centralisation de la liturgie dans le monde entier, avec son décret du 14 août 1905. En effet, ce décret fit supprimer tous les privilèges octroyés auparavant pour la liturgie locale.

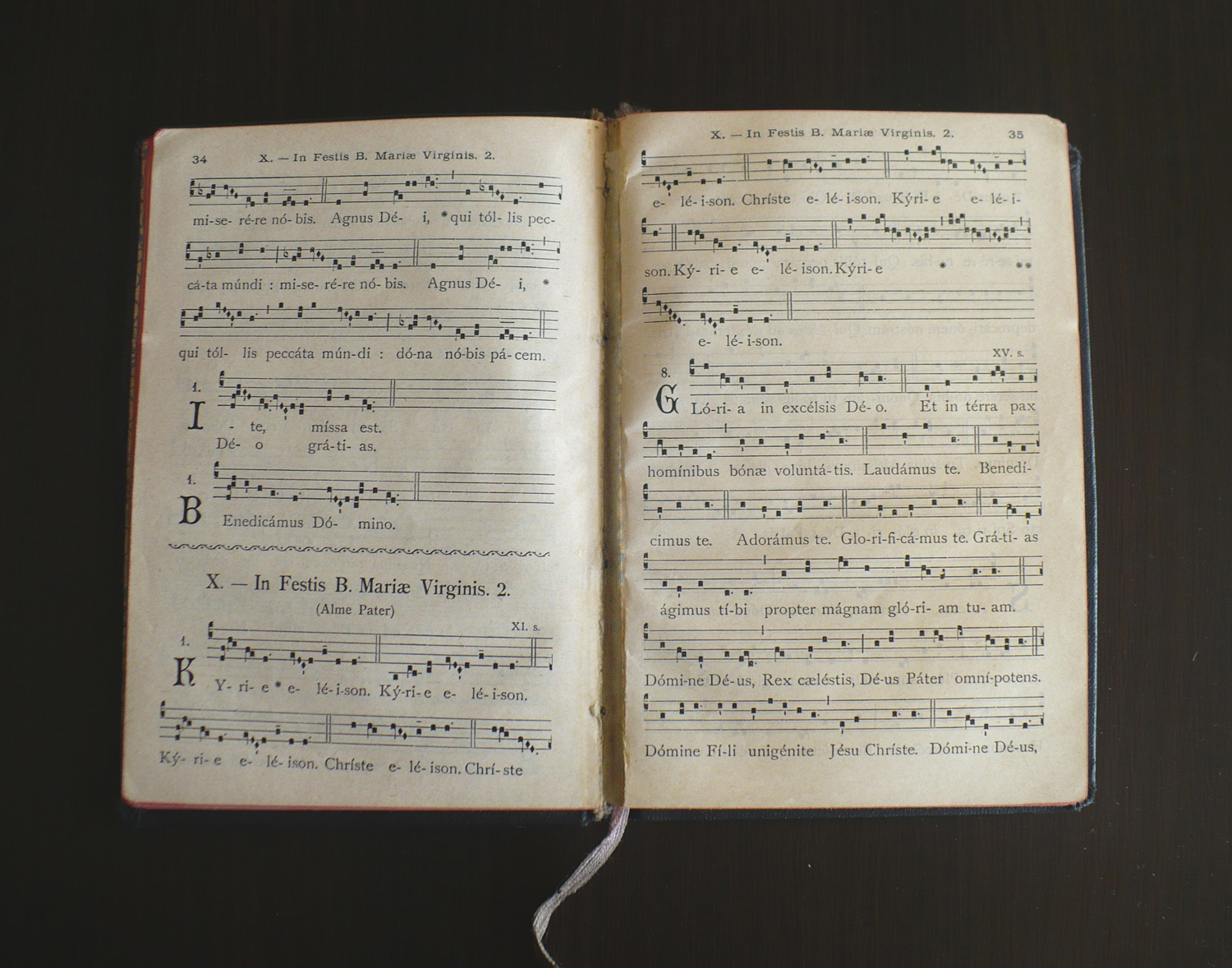
Un Kyriale de l'Édition Vaticane sorti en 1962 :
[Missa] X. — In Festis B. Mariæ Virginis. 2 (Alme Pater).

### Notices
- Robert Le Gall, Dictionnaire de liturgie, 1997 : [lire en ligne]
- Bibliothèque nationale de France : [lire en ligne]